# 孫文明
孫文明（1928年6月3日—1962年），二胡演奏家，生於浙江省上虞。入赘潘家後，改名潘旨望。

## 生平
1928年6月3日出生於上虞余塘下村农民家庭，4岁时患天花而双目失明。12岁從丁兆灿学习二胡，母於同年年底去世後，其父再婚，翌年孙文明與其兄流浪于浙江、蘇州一带，开始学算命以維生，並開始用母姓。
17岁时流浪至高淳，当地算命先生要随身携带二胡，边走边拉，遂开始研习二胡的演奏。另一种说法：16岁在破庙夜宿，偶遇一位善拉二胡的盲人，从此改习二胡。数年间熟悉江南丝竹、锡剧、评弹、京剧、民歌等。
1949年，被推荐到南京学习广东音乐，并仿广东音乐风格创作《送听》，另一说法為《送听》作于1957年春。1950年到苏州演出，曲目多达160多首。1951年春，借鉴弹词与《三六》而创作《弹六》。1952年在江苏省奉贤县南桥镇（今属上海市奉贤区），入赘潘家并改名潘旨望，从此生活稍有安定。此后常在茶馆卖艺。1952年冬创作《流波曲》、《四方曲》等。
1957年参加全国音乐舞蹈会演，同年创作《人静心安》和《夜静箫声》。1958年参加全国民族民间音乐会演，获第二名，期间受到周恩来接见。1959年应上海民族乐团邀请，在上海讲学半年。1960年受聘于上海音乐学院民乐系，授课一年半，并创作《春秋会》、《昼夜红》。
1961年9月回奉贤，10月创作《夜静箫声》，另一說法為《夜静箫声》作于1957年的全国音乐舞蹈会演之后。此後不再去茶馆卖艺，生活也因此而清贫。1962年春，肺病日重，于1962年冬病逝，得年34岁。
1961年上海音乐学院录音室录制了孙文明亲自演奏的二胡曲目，曲目包括
- 《弹乐》
- 《流波曲》
- 《四方曲》
- 《人静安心》
- 《夜静萧声》
- 《春秋会》
- 《评弹开篇》
- 《志愿军归国》
- 《二琴光亮》
- 《送春》

林心铭于1980年整理出《孙文明二胡曲集》，由香港上海书局出版。上海出版的《中国二胡名曲荟萃》中也收有孙文明的多部作品。

## 演奏技法
孙文明幼时曾经跌伤右手的手腕，所以他的持弓方法与众不同。他创造的二胡演奏技法：
- 帶頓弓
- 碰弦
- 透波音
- 雙弦雙馬尾
- 不用千斤
- 中指回滑音
- 小指移把
- 托丝